# Calul din Torino
Calul din Torino (în maghiară: A torinói ló) este un film maghiar regizat de Béla Tarr și Ágnes Hranitzky. A fost lansat pe 15 februarie 2011.

## Acțiunea
În timp ce călătorește prin Torino, în 1889, filosoful german Friedrich Nietzsche asistă la biciuirea unui cal. Pentru a-l proteja, acesta își aruncă brațele în jurul gâtului calului, după care se prăbușește. La mai puțin de o lună de la acest incident, Nietzsche este diagnosticat cu o boală mentală care îl va reduce la tăcere și îl va țintui la pat pentru următorii 11 ani, până la moartea sa la vârsta de 65 de ani. 
O trăsură cu un cal se întoarce la casa sa de la țară, unde îl așteaptă fiica sa cea mică. Vântul neîncetat își chinuie zilele, care trec între monotonie și greutatea existenței lor mizerabile. Se pare că protagoniștii sunt resemnați, nu se va întâmpla vreodată nimic care să le poată schimba viața. O cunoștință trece pe lângă casa lor și declară că orașul din apropiere este în ruină. El denunță că oamenii meschini și înșelători au corupt lumea cu acțiunile lor și au otrăvit pământul; oameni nobili și excelenți au dispărut, existența lor nu are sens într-o lume în care lăcomia umană nu cunoaște limite.
Un grup de țigani se apropie de casă, scoate apă din fântână și vrea să o ia pe fată cu ei. Ele reprezintă dorința de libertate, dorința de a scăpa într-o lume mai bună, dar nu există nicio speranță și decăderea lentă a tot ceea ce le înconjoară este un fel de rebeliune a naturii împotriva imoralității omului. Calul se oprește din hrănire, groapa se usucă, jarul se epuizează, lumina soarelui se stinge.

## Distribuția
- János Derzsi (Ohlsdorfer)
- Erika Bók (Fiica lui Ohlsdorfer)
- Mihály Kormos (Bernhard)
- Ricsi (Calul)